# Torre de Trullás

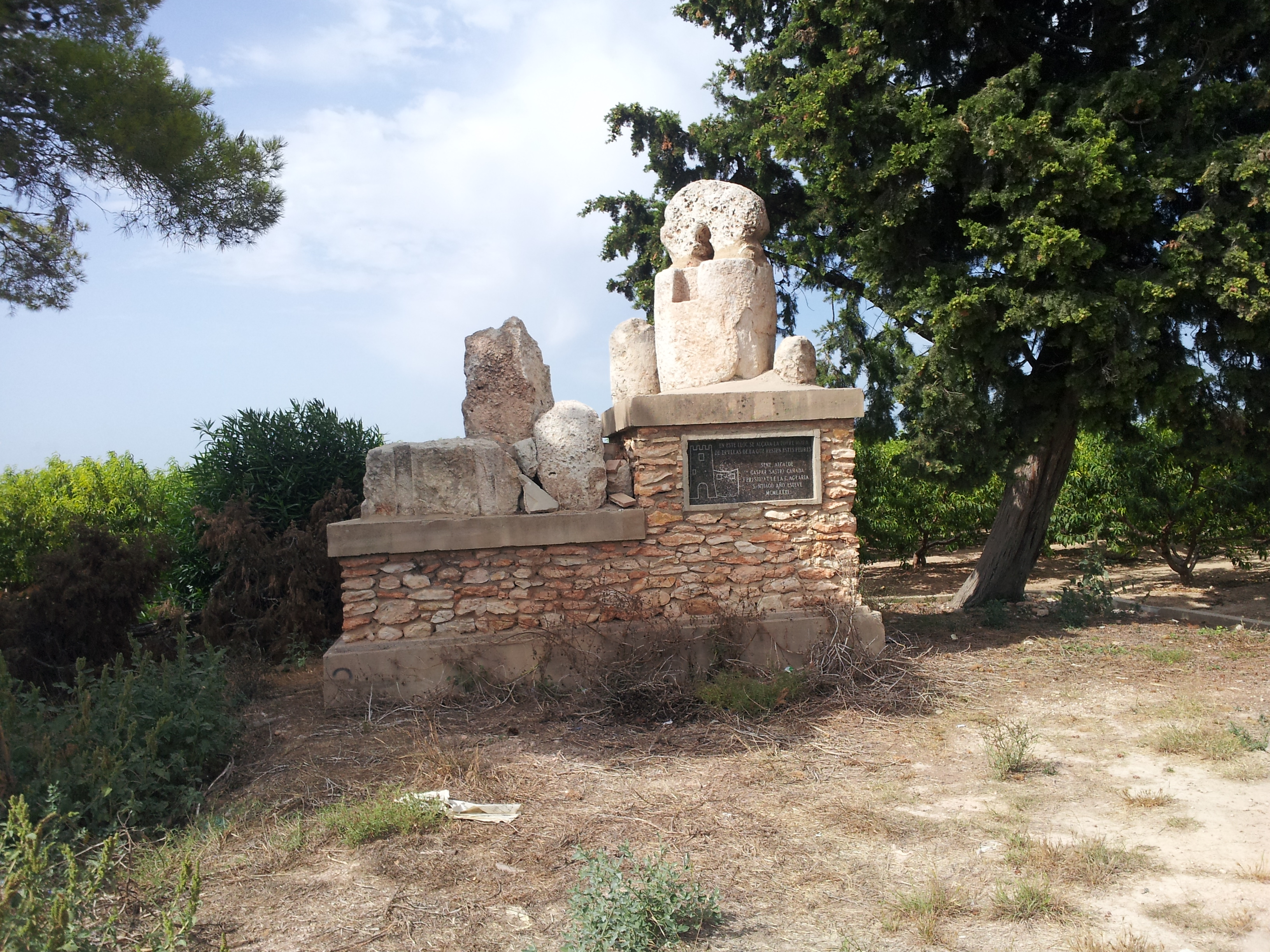
Los restos de la Torre.

La Torre de Trullás era una torre defensiva de origen musulmán, situada en el municipio de Sollana (Valencia), a unos cinco kilómetros del casco de la población.
Sus restos son bien de interés cultural por declaración genérica, con código 46.21.233-009.
La torre del Trullás, que estaba próxima a los términos de Benifayó, Alginet, Algemesí y Albalat de Pardines, se encontraba la parte occidental del municipio. Tenía una edificación anexa, que pudiera ser un acuartelamiento o caballeriza. Junto a ella se desarrolló el poblado de Trullás, llamado así por ser lugar de trulls, es decir, de molinos. Hay constancia de que en el año 1927, la torre quedó reducida a ruinas. De los restos del poblado quedan piedras de molino, y de la torre, sillares.
Se trataba de una torre de vigía y defensa. Se conoce su aspecto por documentos del siglo XIX, según los cuales sería de planta cuadrada y tenía 55 pies (16,6 m) de altura y 24 (7,3 m) de base. En 1913 las referencias documentales hablan de la existencia de escasos restos de esta torre, que fue totalmente derribada poco después, en 1919. En el inicio del siglo XXI se mantiene su recuerdo gracias a un monumento conmemorativo que incluye algunos restos de la torre o de las edificaciones que la rodeaban.